# Small Circle of Friends
Small Circle of Friends（スモール・サークル・オブ・フレンズ）は日本のヒップホップユニット。
ユニット名の由来は、"ロジャー・ニコルズ & The Small Circle Of Friends"から。
代表曲「波よせて」はクラムボンなど多数のミュージシャンにカバーされた。

## メンバー
- ムトウ サツキ（武藤 サツキ） - ボーカル、プログラミング、リユースデザイナー
  - 佐賀県出身。血液型A型。
  - 福岡時代、輸入ファッションを扱うショップのバイヤーだった。
  - 2007年にファッションブランド「75 Clothes」を開始。
  - 2016年4月20日発売の松浦俊夫のラジオ番組から生まれた音楽本『TOKYO MOON MUSIC FOR LIFE』に寄稿。
  - 渋谷 Bar Musicで二か月に一度「暮しの手帖」というタイトルでDJ。

- アズマ リキ（東 里起） - ラップ、ボーカル、プログラミング
  - 福岡県出身。血液型B型。
  - 渋谷 organ barにて開催されているイベント"MARCHE"のレジデントDJ。
  - DJの他BLUE CAFE名義でアナログおよびコンパイルCD、オムニバスMIX CD『BLUE CAFE SHOW CASE N°1』をリリースしている。
  - MCとしての参加、楽曲提供やリミックス、プロデュース等も多数行っている。
  - 小泉今日子「Nice Middle」Rie fu「Romantic」他にも参加。 2007年、オルター・エゴ「タケイフミラ」名義でソロリリース。
  - 2010年、韻シストのBASIとのユニット「Design」を結成。
  - 渋谷 Bar Musicで二か月に一度「暮しの手帖」というタイトルでDJ。 ビートメイカーとしても国内外で多数提供。

### サポートメンバー
- 鹿島達也 - ベース SCOF4のメンバー。
  - Original Love、the pillows、ヒックスヴィル、Cocco、EGO-WRAPPIN'、ハナレグミ、高橋徹也、堂島孝平、秦基博、CHARA、Rie fu、種ともこ、遊佐未森、土岐麻子のサポート。
- 菅沼雄太 - ドラムス SCOF4のメンバー。
  - neuma、mi-ne、acoustic dub messengersなどの活動を経て、現在は塚本真一トリオ、ネタンダーズなどで活動中。近年の参加は、坂本慎太郎（exゆらゆら帝国）、中納良恵（EGO-WRAPPIN'）、pocopen、ハナレグミのサポート。
- DJ rigo（リゴ） - DJ
  - 兵庫県姫路市出身在住。8thアルバム『SPECIAL』のワンマン前後から参加。
  - 地元コミュニティFMのパーソナリティとしても活動、TV・CM・ラジオ各メディアへのSE楽曲も提供。

### 元メンバー
- 冨田 謙 （とみた ゆずる） - キーボード
- 進藤 浩一（しんどう こういち） - ギター
- 藤原 宏二（ふじわら こうじ） - ベース
  - 娘はシンガーソングライターの藤原さくら
- 宮川 剛（みやがわ つよし） - ドラム
- 松井 章（まつい あきら） - ターンテーブル

## 概要
- 1991年頃、福岡県で武藤と東を中心にパーティ"Freedom Express"を開始。
- 1992年、本格的な音楽制作を開始に伴い"Small Circle Of Friends"を結成。
- 1993年、ジャイルス・ピーターソンが名付けたユナイテッド・フューチャー・オーガニゼイション(United Future Organization)主宰のレーベル「Brownswood」マーキュリー・ミュージックエンタテインメントよりデビュー。
- 1998年にKITTY/ENTERPRISES（現ユニバーサルミュージック）に移籍したのを機に、福岡から東京へと拠点を移す。
- 2000年、東京でのスタートは、鹿島達也(ベース）、石井マサユキ（ギター）、上田 禎(キーボード）、楠 均（ドラム)のバンド編成。
- 2001年、自身のレーベル"basque"を設立。この頃からSTUDIO 75という別名義でも活動を開始。STUDIO 75名義による『HAND』は、ジャイルス・ピーターソンによりBBC"WORLD WIDE"でオンエアされたり、雑誌"Straight No Chaser"でチャートに取り上げられるなど、海外でも話題になった。
- 2014年から、鹿島達也、菅沼雄太を迎えSCOF4でバンドセットのライブも展開。
- 2016年、11枚目のアルバム『Silence』は鹿島達也、菅沼雄太とSmall CIrcle of Friendsの4人、SCOF4で製作されている。
- 2018年、「波よせて」のリリースから20年を記念して、7インチレコード仕様で限定発売。
- 2019年、Small Circle of Friendsのオルターエゴである"タケイフミラ."が、12年ぶりに2ndアルバム、"5（ファイブ）"を発売。 福岡西通りに位置する名物「西通りプリン」に歌を提供。その後CDと7インチアナログでリリース。『西通りプリンの歌』としてCMもオンエア。
- 2021年、8月25日に先行1stシングルで「NewType」を、10月20日には2ndシングル「seasons change」をリリース、11月10日には3rdシングル「cap song」を、そして12月1日に12枚目のフルアルバム『cell』をリリース。

## ディスコグラフィー

### シングル
1. e.p.（1994年11月26日）
2. Quiet Neighbor（1995年8月25日）
3. NEVER NEVER LAND（1996年11月25日）
4. CLOUDED MAN（1998年1月） - SKYLARKINレーベルより発売
5. Loop Song（1998年8月1日）
6. Boy's Wonder（1998年10月14日）
7. HIGHWAY 75（1999年8月1日）
8. Robin/Run and Run （2013年5月12日）
9. MUSICAÄNOSSA: Lovely Day EP at MUSICAÄNOSSA GRYPS （2014年10月8日）
10. Summer Song EP featuring Benny Sings （2017年6月21日）
11. 波よせて - waver リリース20th記念 7インチアナログ限定（2018年4月16日）
12. 西通りプリンの歌 / 新しい人（2019年5月5日）
13. NewType（2021年8月25日）
14. seasons change（2021年10月20日）

### オリジナル・アルバム
|      | 発売日                           | タイトル   | 規格品番  | 収録曲 |
| ---- | -------------------------------- | ---------- | --------- | ------ |
| 1st  | 1996年2月5日                     | WONDER     | PHCL-5025 | 14曲   |
| 2nd  | 1997年4月16日                    | PLATFORM 5 | PHCL-5064 | 12曲   |
| 3rd  | 1998年12月16日                   | CIRCLE     | KTCR-1623 | 10曲   |
| 4th  | 1999年10月14日                   | Avenue     | KTCR-1655 | 12曲   |
| 5th  | 2001年10月10日                   | souvenir   | BSQC-0001 | 10曲   |
| 6th  | 2002年7月20日                    | 太陽       | BSQC-0002 | 10曲   |
| 7th  | 2003年12月17日                   | 一日中     | BSQC-3    | 10曲   |
| 8th  | 2005年11月23日                   | SPECIAL    | BSQC-5    | 20曲   |
| 9th  | 2008年11月19日                   | FUTURE     | BSQC-10   | 15曲   |
| 10th | 2012年10月10日                   | Superstar  | BSQC-13   | 15曲   |
| 11th | 2016年6月15日                    | Silence    | SCOF-1    | 10曲   |
| 12th | 2021年12月1日:CD 2022年6月1日:LP | cell       |           | 11曲   |

### その他のアルバム
| 発売日         | タイトル                                   | 規格品番  | 備考                                                                        |
| -------------- | ------------------------------------------ | --------- | --------------------------------------------------------------------------- |
| 1999年4月21日  | 93BEST97.                                  | PHCL-5121 | ベスト・アルバム                                                            |
| 2000年4月12日  | eight songs in japan                       | KTCR-1675 | リミックス・アルバム                                                        |
| 2005年9月21日  | HAND                                       | BSQC-4    | STUDIO 75 名義                                                              |
| 2006年6月21日  | SPECIAL -instrumental-                     | BSQC-6    | 『SPECIAL』のインスト・アルバム                                             |
| 2007年5月16日  | detective TAKEI FUMIRA / music & his story | BSQC-0007 | タケイフミラ.名義                                                           |
| 2007年11月21日 | BRAIN                                      | BSQC-9    | STUDIO 75名義                                                               |
| 2009年9月9日   | 75SHOWCASE 2001-2009 mixed by DJ RIGO"     |           | DJ RIGOによるmixベストアルバム                                              |
| 2010年10月6日  | D.E.S.I.G.N."                              | RDCS-1001 | アズマリキと韻シストのBASIとのユニット （サツキもゲストボーカルとして参加） |
| 2012年4月18日  | Land of Eardrum                            | BSQC-12   | STUDIO 75 名義                                                              |
| 2017年10月25日 | Over Your Shoulder                         | MNGP-13   | STUDIO 75 名義                                                              |
| 2019年07月03日 | detective TAKEI FUMIRA / Five 5            | SCOF-007  | タケイフミラ.名義                                                           |
| 2022年8月17日  | Another Cell                               |           | リミックスアルバム                                                          |

### 参加コンピレーション
- Multidirection BROWNSWOOD WORKSHOP（1993年12月23日）
  - 2. Sittin'on the Fence
- BASH! power pop paradise（1996年12月1日）
  - 2. Fancy Free
- Simplest Pleasures Free（2001年4月4日）
  - 2. さよならサマーデイ
- THE READYMADE RECORD OF HUMOUR（2003年5月15日）
  - 2. blue cafe exercise PUNCH OUT! / Suzuki Masanori×Azuma Riki
- JAZZ BACHARACH（2004年4月7日）
  - 1. What The World Needs Now Is Love / Novo Tempo feat saigenji&Mutoh Satsuki
- KRUSH GROOVE 〜HOME PARTY〜（2004年7月4日）
  - 9. LOBBY
- 802 HEAVY ROTATIONS J−HITS COMPLETE 96−99（2004年12月8日）
  - 1. NEVER NEVER LAND
- rawne（2005年11月）
  - ニセコでの世界の雪山の旅を収録したDVD
- House Connection -Around The Shibuya Corner（2008年7月9日）
  - 6. Dance / Small Circle of Friends
- Fine Thank You（2008年7月23日）
  - 8. Summer knows / STUDIO75（small circle of friends）

### 参加アルバム
- V.A.『戦争に反対する唯一の手段は。-ピチカート・ファイヴのうたとことば-』
  - 2. One Two Three Four Five Six Seven Eight Nine Ten Barbie Dolls / Hair
    - programming:Azuma Riki
    - vocal:Mutoh Satsuki
- GOMES THE HITMAN 『mono』
  - 5. 言葉の海に声を沈めて
    - voice:Azuma Riki
- 関美彦『Sex,Love&Sea』
  - 8. Shock Treatment
    - additional vocal:Mutoh Satsuki
- インスタントシトロン『Cytron's Fancy Manifesto』
  - 3. Summer Wine
    - additional vocal:Mutoh Satsuki & Azuma Riki
- サムライチャンプルー music record playlist tsutchie
  - 18. FLY（東 里起）
- P.O.P『たのしいことばかりありますように』
  - 6. 夢で遊びたい feat. Small Circle of Friends

### サウンドトラック
1. たどんとちくわ―市川準
  - 波よせて

## リミックス
- Mount Sugar
  - B 雨と冷めた日日 - small circle of friends remix
- ジャクソン5REMIXES
  - 07 I'll Be There - SCOF remix(Small Circle of Friends)
- SOUL BOSSA TRIO
  - 04 If I Ever Lose This Heaven - s.c.o.f.Mix(remixed by Small Circle of Friends)
- GRAPEVINE
  - 07 Otona - SCOF Splash mix (remixed by Small Circle of Friends)
- 『Adagio〜Lounge Classics』
  - 06 動物の謝肉祭　白鳥 / Small Circle of Friend
- The Pale Fountains/NEW WAVE
  - 09 REACH- small circle of friends remix

## 楽曲、トラック、歌詞提供
- GOMES THE HITMAN『mono』
  - 05 言葉の海に声を沈めて
    - voice：Azuma Riki 歌詞提供
- サムライチャンプルー
  - FLY （東 里起）歌詞提供&vocal
- Ram Jam World
  - 夜明けのストレンジャー
  - words:Mutoh Satsuki歌詞提供
- ナイス橋本
  - music☆
  - Azuam&Satsuki楽曲、歌詞提供
- クラムボン
  - Sooo,Quiet
  - Azuma&Satsuki楽曲、歌詞提供  Azuma :vocal
- midnight camp_ナイス橋本
  - scenario feat. アズマリキ
  - なににみえる feat. Mcスランプ シマダちゃん
  - キャンプファイア feat. bohemianvoodoo
  - 真夜中になる feat. silent jazz case & bohemianvoodoo
  - tokyo
  - cascade
  - ハジマルトラベル feat. Y master G
- BASI from 韻シスト
  - RAP AMAZING
  - 未来
  - VOICERATION!
- MACO MARETS  Orang Pendek
- MACO MARETS  KINŌ

## ラジオ番組
- 『STUDIO 75』- エフエム小国 （2007年〜）
- 『STUDIO 75』- FREE WAVE ラブエフエム国際放送 （2007年〜）
- 『RADIO STUDIO 75』- 東京コミュニケーション放送 （2008年〜）